# Башкіров Михайло Михайлович
Миха́йло Миха́йлович Башкі́ров (нар. 13 листопада 1947, м. Знаменськ) — генерал-майор авіації в запасі, військовий льотчик першого класу. За час військової служби пройшов усі командні посади від помічника командира літака Ту-16 до командира Авіаційної групи дальньої авіації ЗСУ. За роки служби налітав 4500 годин і освоїв 9 типів літаків. У складі екіпажу Ту-95МС в 1991 році встановив три світових авіаційних рекорди по дальності і тривалості польотів.
У лютому 1992 року, на заклик Михайла Башкірова, особовий склад 106-ї стратегічної авіаційної дивізії (м. Узин), яку він очолював, майже у повному складі склав присягу на вірність українському народові. Так Башкіров під час розпаду СРСР зберіг в Україні всі авіадивізії далекої дії, що базувалась на її території, носії та повітряний арсенал ядерної зброї. Згодом на базі 106 дивізії було створено управління дальньої авіації: сформовано 8 полків, 69 частин забезпечення та приведені до присяги на вірність Україні 17 тисяч військовослужбовців.
У 1993—1994 роках був одним з розробників проекту об'єднання частин військово-повітряних сил і протиповітряної оборони.

## Біографія
Народився 13 листопада 1947 року в Знаменську Калінінградської області, у родині службовців.
Після загибелі батька виїхав до України де проживав (з 1949 по 1957 рік) у сім'ї родичів матері.
- В 1971 році закінчив Тамбовське вище військово-авіаційне училище, служив офіцером у стратегічній авіації.
- Закінчив Військово-повітряну академію ім. Ю. А. Гагаріна (1981).
- За виконання бойового завдання нагороджений орденом Червоної Зірки (1987).
- Завершення навчання у Військовій академії ГШ (1989).

За час служби у Збройних Силах займав ряд командних посад — від командира корабля до командуючого важкої бомбардувальної дивізії. Остаточно переїхав до України в 1989 році, після призначення командиром 106-ї важкої бомбардувальної авіаційної дивізії з дислокацією в Узині Київської області.
У грудні 1991 року, за допомоги частин 72-ї бригади, завадив спробі командування ЗС РФ перегону на авіабазу Енгельс (Росія) стратегічних бомбардувальників Ту-95МС і їх повітряних заправників Іл-78 106-ї авіаційної дивізії Дальньої авіації, якою тоді керував.
Утім після того, як українські солдати й офіцери стратегічні об'єкти відстояли, окремі генерали й політики їх «здали».
13 лютого 1992 Михайло Башкіров очолив складання військової присяги на вірність народу України особовим складом стратегічної авіаційної дивізії. За це наказом московського командування був зміщений з поста командира дивізії, але за рішенням Президента України Міністр оборони України відновив його на цій посаді.
З березня 1992 року під його командуванням (перший і єдиний командувач) перебували формування стратегічної авіації України (Авіаційна група дальньої авіації Збройних сил України). У 1994 році був звільнений з лав Збройних Сил України в запас за станом здоров'я. Службу закінчив на посаді командира АГДА Збройних сил України.
9 серпня 1995 року очолив у м. Узин міжнародну транспортну авіакомпанію «Бусол» — першу компанію в Україні, створену в рамках конверсії.
З 1998 по 2000 рік очолював авіакомпанію «Сінком-авіа».
У 2000—2005 роках обіймав посаду генерального директора державного підприємства Міністерства оборони України «Укроборонпостачальник».
Нагороди: орден Червоної Зірки, медалі Збройних сил СРСР, нагороди за світові рекорди.